# Музей тайного наблюдения
Музей тайного наблюдения (алб. Muzeu i Përgjimeve të Sigurimit të Shtetit), также известный как Дом листьев (алб. Shtëpia me Gjethe) — исторический музей в Тиране, столице Албании. Он открылся 23 мая 2017 года в здании, которое в коммунистический период служило штаб-квартирой Сигурими, тогдашней албанской тайной полиции.
Табличка у входа в музей гласит о том, что он «посвящён тем невинным людям, за которыми шпионили, арестовывали, преследовали, осуждали и казнили во время коммунистического режима».
Музей тайного наблюдения был открыт 23 мая 2017 года. Здание расположено в центре города и получило прозвище «Дома из листьев» из-за вьющегося растения, покрывающего его фасад. В музее насчитывается 31 комната.

## История
Музей расположен в двухэтажном особняке с внутренним двором, построенном в 1931 году. Первоначально в этом здании работала первая частная акушерская клиника в Албании, а во время немецкой оккупации его занимало Гестапо. После Второй мировой войны и до падения коммунистического режима в 1991 году в нём размещался штаб албанской тайной полиции Сигурими, занимавшийся прослушкой предполагаемых противников режима.
В 2020 году Музей тайного наблюдения был удостоен премии «Европейский музей года» в одной из двух её главных категорий — «Музейная премия Совета Европы».